# Coprophanaeus caroliae
Coprophanaeus caroliae là một loài bọ cánh cứng trong họ Bọ hung (Scarabaeidae).